# زیردریایی کلاس-اس ایالات متحده
زیردریایی کلاس-اس (ایالات متحده آمریکا) (به انگلیسی: United States S-class submarine) یک کلاس از زیردریایی است که طول آن 219-240 ft (S-2 207 ft) می‌باشد.